# Anita Pollack
Pour les articles homonymes, voir Pollack.
Anita Jean Pollack, née le 3 juin 1946 en Australie, est une personnalité politique britannique.
Membre du Parti travailliste, elle est députée européenne de 1989 à 1999. 